# 임페리오 데 크리스탈
《임페리오 데 크리스탈》(스페인어: Imperio de cristal)은 1994년 방영된 멕시코의 텔레노벨라이다.